# Solenoptilon martynovi
Solenoptilon martynovi là một loài côn trùng trong họ Solenoptilidae thuộc bộ Neuroptera. Loài này được Martynova miêu tả năm 1949.